# هارون الزبيدي
هارون عبد الرحمن الزبيدي (مواليد 15 أكتوبر 1999 في مديرية الشعر، محافظة إب، اليمن) هو لاعب كرة قدم يمني أمريكي يلعب في مركز قلب الدفاع. يلعب حاليًا بنادي الزوراء في دوري نجوم العراق، ويمثل المنتخب اليمني منذ عام 2024.

## المسيرة الرياضية

### الأندية
بدأ الزبيدي مسيرته الكروية في الولايات المتحدة مع نادي ويستتشيستر فليمز (2019–2021)، ثم انتقل إلى نادي اليمن يونايتد نيويورك (2021–2022). عاد إلى اليمن في عام 2022 للانضمام إلى نادي الوحدة (صنعاء). في عام 2023، لعب لفترة قصيرة مع نادي فحمان قبل الانتقال إلى نادي الحالة البحريني في أغسطس 2023.

### المنتخب الوطني
في ديسمبر 2024، شارك الزبيدي مع المنتخب اليمني في كأس الخليج العربي 26 المقامة في الكويت. في 25 ديسمبر 2024، سجل هدفًا تاريخيًا برأسية في الدقيقة الثامنة ضد المنتخب السعودي، ليكون هذا أول هدف لليمن في مرمى السعودية في تاريخ البطولة. في 28 ديسمبر 2024، سجل هدف الفوز في الدقيقة 88 ضد المنتخب البحريني، محققًا أول انتصار لليمن في تاريخ مشاركاته في البطولة.

## المسيرة الرياضية

### الأندية
في 8 أغسطس 2023 انتقل الزبيدي من فحمان اليمني إلى الحالة البحريني في صفقة انتقال حر.